# Ріхард Веселий
Ріхард Веселий (чеськ. Richard Veselý; 18 вересня 1881, Прага — ?) — чеський футболіст, що грав на позиції захисника. Багаторічний капітан футбольного клубу «Славія» (Прага).

## Клубна кар'єра
З 1901 року виступав у складі провідної команди країни того часу — «Славії». Відзначався бійцівськими якостями і невтомною енергією. За свої лідерські якості незабаром отримав у клубі статус капітана. Його багаторічним партнером по лінії захисту команди був Рудольф Круммер. Клуб у той час проводив переважно товариські матчі з провідними командами Центральної і Північної Європи, регулярно здобуваючи перемоги.
У 1904 році через низку конфліктів «Славію» залишили ряд провідних футболістів, в тому числі головні зірки Ян Кошек, Їндржих Баумрук і Рудольф Круммер, що перейшли до «Спарти». Результатом цього стала серія невдалих міжнародних матчів в першій половині 1905 року. Все змінилось восени, коли повернулись Круммер, Баумбрук і Кошек, а також в команду прийшов шотландський тренер Джон Вільям Мадден.
Вдалими для команди були друга половина 1905—1907 роки, коли «Славія» здобула багато міжнародних перемог і вважалась однією з найсильніших у континентальній Європі. У 1905 році були здобуті перемоги над австрійськими командами «Вінер АК» (4:3, 4:0), «Ферст Вієнна» (2:0, 1:0) і «Вієнна Крикет» (1:0), данським клубом «Болдклуббен 1893» (4:2).
Тріумфальним для команди став 1906 рік. «Славія» виграла 39 матчів із 48 проведених з загальними показниками забитих і пропущених 340:62. Ще одним успіхом стало збільшення кількості глядачів на матчах. Рекордним став травневий поєдинок проти однієї з найсильніших англійських команд того часу — «Ньюкаслу». Гра зібрала 5 733 глядачі і завершилась поразкою господарів з рахунком 2:4 при дуже достойній грі. У тому ж місяці «Славія» досягла своїх найбільших успіхів того часу: вперше в історії чеського футболу перемогла англійську професіональну команду «Саутгемптон» з рахунком 4:0, а також зіграла внічию з чемпіоном Шотландії «Селтіком» (3:3). Для Весели у 1906 році пам'ятним став матч проти англійської любительської команди «Пілігримс» із Лондона. «Славія» програвала 0:2, коли на 60-й хвилині капітан дальнім ударом зі своєї половини поля перекинув англійського воротаря і скоротив рахунок. У підсумку «Славія» виграла матч з рахунком 3:2.
У 1908 році ФІФА, за вимогою Австро-Угорщини, виключила Чеську футбольну федерацію із числа своїх членів, що призвело до значного зменшення кількості міжнародних товариських матчів «Славії». У 1908—1909 роках командах загалом зіграла лише біля сорока матчів (раніше стільки ігор проводили за один рік), а на міжнародній арені зустрічались переважно з англійськими командами різного рівня.
В 1910 році Веселий зіграв свій 300-ий матч у складі «Славії». З нагоди такого ювілею про нього було написано у газетах: «Йому майже тридцять років, але він так любить тренуватись, що може бути прикладом для молодих гравців».
В 1910 році клуб також вперше взяв участь основним складом у Кубку милосердя. У півфіналі поєдинку була переможена «Спарта» з рахунком 5:1, а фіналі турніру команда переграла з рахунком 5:2 «Сміхов». Ще двічі Кубок милосердя команда вигравала у 1911 і 1912 роках (у 1912 Веселий у фіналі не грав).
У 1913 році «Славія» з Ріхардом у складі вперше стала Чемпіоном Богемії. Зважаючи на вік, Веселий все рідше грав у складі першої команди, хоча епізодично виходив на поле ще досить довго. Останній такий задокументований факт відбувся у 1919 році, коли Веселий зіграв у матчі чемпіонату Чехословаччини проти клубу «Метеор VIII» (5:0).
Всього в складі «Славії» зіграв 412 матчів і забив три голи.

## Виступи за збірну
У 1906—1908 роках зіграв три офіційних матчі в складі збірної Богемії. Два з них Богемія провела з командою Угорщини. У 1908 році Веселий вивів свою команду в ролі капітана на матч зі збірною Англії у Празі, що завершився поразкою 0:4.
У 1908 році ФІФА виключила Богемію з числа своїх членів, через що команда не змогла взяти участь у Олімпійських іграх 1908 року, де мала зустрічатись у 1/4 фіналу зі збірною Франції. Після цього матчі збірної Богемії втратили офіційний статус.
Також грав за збірну в різних матчах, що не входять до офіційного реєстру ФІФА. У 1909 році футбольна асоціація організувала першу в історії поїздку збірної Богемії в Англію. Богемія, у складі якої грало 9 гравців «Славії», зіграла чотири матчі з любительськими англійськими командами, з яких три програла і лише одну звела внічию. Результати матчів: збірна Англійської футбольної асоціації (AFA 1:10), збірна Східного Графства (Estern County 2:2), клуби «Корінтіанс» (0:5) і «Ню Крусайдерс» (1:8). На шляху додому команда також зіграла проти французьких клубів «Лілль» (15:4) і СА «Париж» (4:2).
У складі збірної став аматорським чемпіоном Європи 1911 року. Команда, основу якої складали гравці «Славії», перемогла збірні Бельгії (6:1), Франції (4:1) і Англії (2:1).

## Трофеї і досягнення
- Чемпіон Богемії: 1913
- Володар кубка милосердя: 1910, 1911
- Володар «Срібного кубка»: 1911
- Переможець аматорського чемпіонату Європи: 1911